# Zell am Moos
Zell am Moos är en ort och kommun i Österrike. Den ligger i distriktet Vöcklabruck i förbundslandet Oberösterreich, 230 kilometer väster om huvudstaden Wien. 
Kommunen består av 17 orter (Ortschaften) (inom parentes invånarantal 1 januari 2024):

- Brandstatt (121)
- Breitenau (21)
- Entersgraben (33)
- Gassen (77)
- Gollau (22)
- Greith (65)
- Harpoint (119)
- Haslau (163)
- Haslau-Berg (45)
- Heissing (15)
- Häusern (90)
- Kohlstatt (46)
- Lindau (61)
- Oberschwand (83)
- Unterschwand (37)
- Vormoos (25)
- Zell am Moos (636)